# 萊姆巴赫河 (丁恩河支流)
51°1′48.94″N 7°3′44.94″E / 51.0302611°N 7.0624833°E

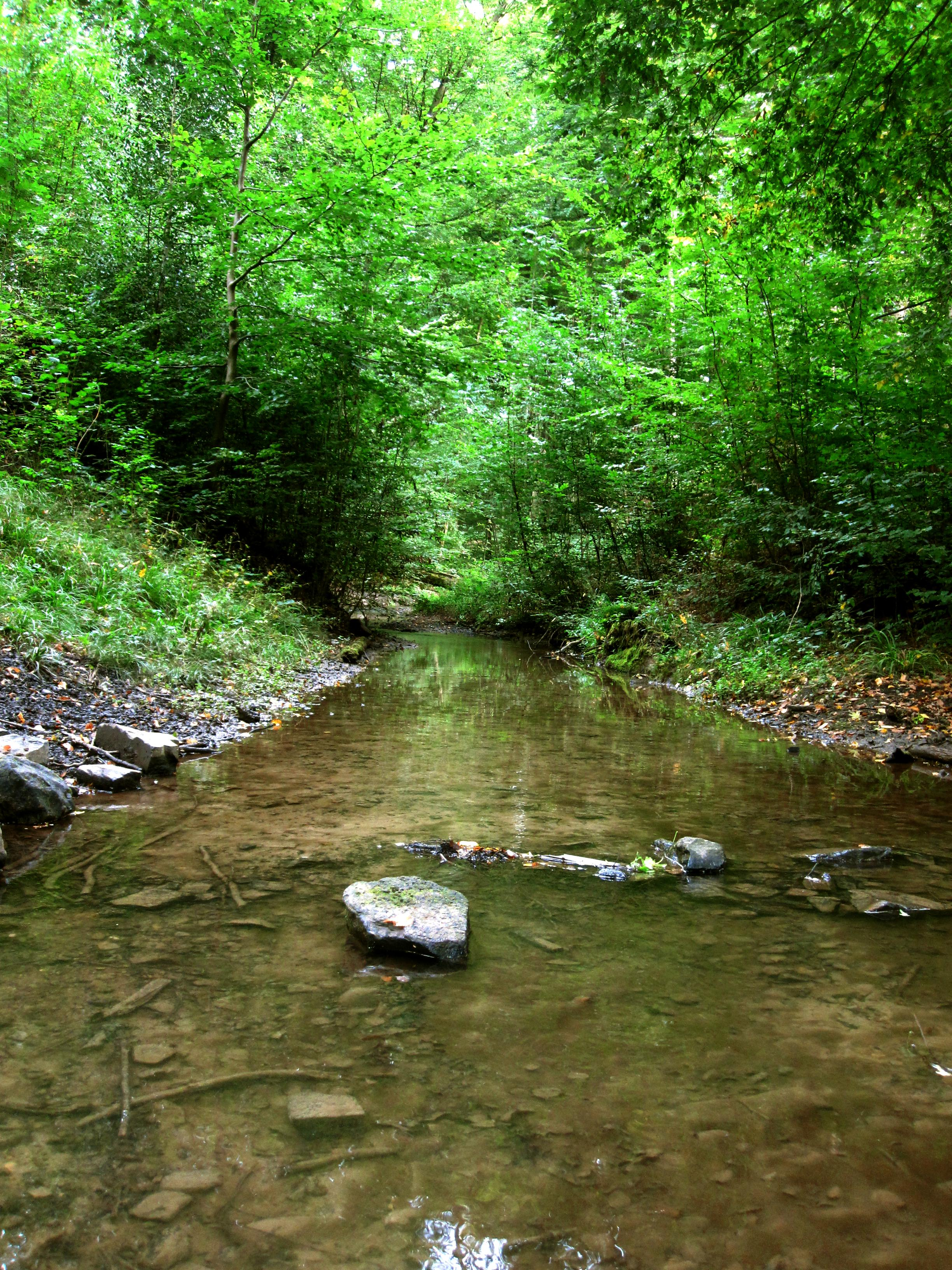

萊姆巴赫河（德語：Leimbach），是德國的河流，位於該國西部，處於北萊茵-威斯特法倫州，屬於丁恩河的右支流，河道全長6.1公里，流域面積5.3平方公里。